# Planet Punk Music
Planet Punk Music ist ein deutsches Plattenlabel für Dance- und House-Musik mit Sitz in Niendorf an der Stecknitz, Deutschland.

## Geschichte
Gegründet wurde Planet Punk Music im Jahr 2008 als GbR von Rocco (Sven Gruhnwald) und Bass-T (Sebastian Göckede). Im Zuge dessen wurden Sublabels (High 5 Records, Big Blind Music und PunQ Records) für verschiedene Genres angelegt.
2012 wurde das Brand „we love dance“ eingeführt. Eine drohender Urheberrechtsstreit mit einem Medienunternehmen wurde durch Umbenennung des Brands in „You Love Dance“ abgewendet.
Im Mai 2013 folgte mit Spr Sound (Superior Sound without Compromisses) ein weiteres Sublabel. Im selben Jahr verstarb Sebastian Göckede unerwartet.
Zwei weitere Sublabels wurden im März 2014 „DustyDesert Music“ sowie im Mai 2014 „You Love Dance Classics“ gegründet. 2016 wurde Planet Punk Music von Sven Gruhnwald in eine GmbH umfirmiert. Das Brand „you love dance“ wurde im Januar 2018 als zunächst letztes Sublabel gegründet.

## Künstler/DJs (Auszug)
- Klaas
- Niels van Gogh
- Rocco
- Bryce
- Ziggy X
- Steve Modana
- Remady
- Talla 2XLC
- Global Deejays